# Team.ねこかん【猫】
Team.ねこかん[猫]（チームねこかん）は、2007年初夏から活動する日本の音楽ユニットである。
他の同人サークルとの合同活動（てつ×ねこ）、ボーカリストのソロ活動（Project Wild Cat）も本項で記述する。

## メンバー
nyanyannya（にゃにゃんにゃ）
8月27日生まれ。ボーカルを担当。通称「ねこ」「ねこさん」。
2008年12月に、Project Wild Cat（プロジェクト・ワイルド・キャット、略：PWC）の名義で単身インディーズデビューしている。リリース作品は、ディスコグラフィーの項を参照。
自身の名義が言いにくいとのことで、過去に出演したラジオ『やまだひさしのラジアンリミテッドDX』でなど、自ら「ねこ」と名乗ることもある。
Team.ねこかん[猫]のブログ「ねこかんぶろぐ[猫]」の更新は彼のみがおこなっている。
sham（しゃむ）
ギターを担当。イラストではサングラスをかけている。

### てつ×ねこ所属メンバー
てつ×ねこ（てつねこ）は、Team.ねこかん[猫]を含む複数の同人サークルのメンバーが集まったグループである。
せらみかるちたん（通称：せら）
個人サークル「てつくずおきば」を運営しており、「てつ×ねこ」の由来はこのサークル名とTeam.ねこかん[猫]を繋げた「てつくずおきば×Team.ねこかん[猫]」を略したもの。クレジットでは、基本的に通称の「せら」名義で記載される。
てつ×ねこにおいては多数の楽曲にて作詞・作曲やPVの製作やジャケットのデザイン、一部の歌中のセリフなどを担当。
天乙准花（あまおと じゅんか）／JUNCA
8月27日生まれ。個人サークル「HOME SWEET HOME」を運営。ネット上で声優・歌手として活動。
てつ×ねこでは一部作品の作詞、ボーカルを担当。紅一点のメンバーでもある。

### 協力者
様々な作品に参加している協力者や活動にてつ×ねこメンバーではないが活動に携わっている人も多くいる。
しゃばだば
同人音楽バンド「Sound CYCLONE」にCompose、Vocal、Guitarとして所属。「エアーマンが倒せない」CD作成に協力した他、てつ×ねこの楽曲でたびたびボーカルを担当している。男性である。
だしお
個人サークル「だしおっと」を運営しているイラストレーターおよび漫画家、てつ×ねこの東方関連の作品のジャケットやイラストを担当している。またボイスドラマにも登場した。男性である。
ゆうちゃん
てつ×ねこの活動の様々なサポートをしているメンバー、FM SOUNDSに所属。本名は柴崎優。男性である。

## ユニット名の由来
ボーカルのnyanyannyaが、猫好きであるから。「[猫]」の部分は、テレビゲームロックマンのアイテム「E缶」のテキスト表記「[E]」からインスパイアを受けたものと語っている。

## 経歴
2007年6月、せら作曲の同人音楽楽曲「エアーマンが倒せない」のバリエーション「エアーマンが倒せない〜TEAMねこかんversion〜」の公開が、Team.ねこかん[猫]名義での最初の活動となる。同曲のCDを、せら、および同人音楽バンドSound CYCLONE、Scinicadeとの協力の元、project-Delta名義でリリース。その後project-Deltaより独立し、「Team.ねこかん[猫]」名義で本格的な活動に入る。同人音楽ながら手がけた曲がiTunes Store、カラオケ、着うたで配信、Amazonで販売がされる。せらとは上記のとおり、「エアーマン〜」以降も合同サークルてつ×ねこ名義でたびたび共同活動を続け、後にそこへJUNCAも参加するようになる。
2009年に、ベルウッド・レコードからシングル「アライブ」でインディーズデビュー。
2010年2月21日、てつ×ねことして初のライブ『てつ×ねこ文化祭[猫]』を、新横浜BELLSで行う。
2010年10月10日に、「エアーマンが倒せない」、「こいつはホントに協力する気があるのか?」、「クリアまでは眠らない!」がカプコン公式のアルバム『ロックマン改 アレンジしてみた!!』に収録される。
2010年10月27日に、キングレコード内のレーベルスターチャイルドより、シングル「ツナグキズナ」でメジャーデビュー。なお、メジャーデビュー後も同人作品を作り続けていくことを発表している。

## ディスコグラフィ
以下のリストには、Team.ねこかん[猫]以外の名義の楽曲も含む。曲名がブログとCDで表記が異なることがあるが、本項ではCDのジャケットに表記されているものに準じる。

### シングル
同人・インディーズ作品
メジャー作品
|     | 発売日         | タイトル       | 規格品番  | 備考                                                                           |
| --- | -------------- | -------------- | --------- | ------------------------------------------------------------------------------ |
| 1st | 2010年10月27日 | ツナグキズナ   | KICM-3215 | 「Team.ねこかん[猫] featuring.天乙准花」 名義 週間オリコンシングルチャート33位 |
| 2nd | 2011年5月25日  | ぱんでみっく!! | KICM-3233 | 「Team.ねこかん[猫] featuring.米倉千尋」名義 週間オリコンシングルチャート38位  |

### アルバム
太字はシングル未収録のアルバム初収録曲である。
メジャー作品
|     | 発売日         | タイトル          | 規格品番   | 備考 |
| --- | -------------- | ----------------- | ---------- | --- |
| 1st | 2013年10月23日 | FW:就職しました。 | KICS-91989 | ヨスガノソラ挿入歌「ツナグキズナ」、よんでますよ、アザゼルさん。OP主題歌「ぱんでみっく!!」 よんでますよ、アザゼルさん。Z OP主題歌「りばいばる!」、ココロコネクトED主題歌「ココロノカラ」「Cry out」「Salvage」「I scream Chocolatl」等収録 |

### オムニバス・他サークル出展CD参加など
|      | 発売日         | 楽曲タイトル | 収録アルバム（太字で表記）                                         |
| ---- | -------------- | --- | ------------------------------------------------------------------ |
| 1st  | 2008年2月14日  | 琥珀の肖像 | Winter Mix Vol.5（とらのあなオリジナルコンピレーションアルバム）   |
| 2nd  | 2008年5月25日  | 神獣の名の下に B・E・E・R | 東方真華神祭（IOSYSのアルバム）                                    |
| 3rd  | 2008年6月11日  | COLORS | アニメ☆ダンス リクエストカウントダウン〜アニメージュ30周年記念盤〜 |
| 4th  | 2008年7月9日   | エアーマンが倒せない | CDで聞いてみて。 〜ニコニコ動画せれくちょん〜                      |
| 5th  | 2008年7月26日  | Thousand beats | Summer Mix Vol.2（とらのあなオリジナルコンピレーションアルバム）   |
| 6th  | 2008年10月1日  | エアーマンが倒せない (赤い彗星Remix) | アニメ☆ダンス 〜アニソンヒット組曲〜                               |
| 7th  | 2008年12月17日 | 真赤な誓い | アニメ☆ダンス オンライン produced by Team.ねこかん[猫]vs           |
| 8th  | 2008年12月19日 | 温泉賛歌 | 東方泡沫天獄（IOSYSのアルバム）                                    |
| 9th  | 2009年5月5日   | Round | P.h.A.T（Soy-SOUTHのコンピレーションアルバム）                     |
| 10th | 2009年8月19日  | ウッーウッーウマウマ(゜∀゜) (Team.ねこかん[猫]Remix)                                                                                         | EXIT TUNES PRESENTS STARDOM 2                                      |
| 11th | 2009年8月26日  | Butter-Fly | ANIME HOUSE PROJECT 〜神曲selection Vol.1〜                        |
| 12th | 2010年3月10日  | 暁のジェレイド | EREMENTAR GERAD18巻限定版付属CD                                    |
| 13th | 2010年5月26日  | 儚くも永久のカナシ (赤い彗星Remix) | アニメ☆ダンス BEST GIG                                             |
| 14th | 2010年8月14日  | 狂宴葬奏 〜Rhapsody〜 | 東方イノセントキーの本気（ガチ）（Innocent Keyのアルバム）         |
| 15th | 2010年10月10日 | エアーマンが倒せない コイツはホントに協力する気があるのか? クリアまでは眠らない! 吹き抜けろトルネード ミチナルチカラ〜Eight Power of Rock!〜 | ロックマン改 アレンジしてみた!!（カプコンのアルバム）              |

### 楽曲提供
1. オレたち ad bank/ad bank（JFN系やまだひさしのラジアンリミテッドDX）
2. 恋する adbank/ad bank（同上）
3. K.D.D./ブービー鍛治（ブービー鍛治 DVD ザ・ブービー、2009年3月15日）[8]

#### 作詞・作曲
カーテンコール　『THE IDOLM@STER ANIM@TION MASTER 生っすかSPECIAL CURTAIN CALL』（Disc2収録）CDオリジナル曲
歌：菊地真（平田宏美）・双海亜美／真美（下田麻美）・水瀬伊織（釘宮理恵）・三浦あずさ（たかはし智秋）・四条貴音（原由実）・秋月律子（若林直美）

#### 編曲
| タイトル                              | 歌手名                    | タイアップ                                                  |
| ------------------------------------- | ------------------------- | ----------------------------------------------------------- |
| にゃんぱいあ体操〜Delicias bold Remix | あそうにゃつこ&ニャダイン |                                                             |
| Reason why XXX                        | 佐咲紗花                  | テレビアニメ『だから僕は、Hができない。』オープニングテーマ |

#### 作曲・編曲
| タイトル          | 歌手名            | タイアップ                                                                            |
| ----------------- | ----------------- | ------------------------------------------------------------------------------------- |
| Rainbow happiness | 佐咲紗花          | PSPゲーム『Gift -prism-』オープニングテーマ                                           |
| DoubleBible       | 結城アイラ        | Xbox 360・Windowsゲーム『ルートダブル -Before Crime * After Days-』オープニングテーマ |
| Rondo Carrousel   | 結城アイラ        | 〃エンディングテーマ                                                                  |
| エントリー!       | Sea☆A             | テレビアニメ『カードファイト!! ヴァンガード アジアサーキット編』エンディングテーマ    |
| AI DO.            | 橋本みゆき        | テレビアニメ『百花繚乱 サムライブライド』オープニングテーマ                           |
| 恋のLesson初級編  | 伊吹翼（Machico） | ソーシャルゲーム『THE IDOLM@STER MILLION LIVE!』キャラクターソング                    |